# Frédéric Duvernoy
Frédérick Nicolas Duvernoy (16. října 1765 Montbéliard – 19. července 1838 Paříž) byl francouzský hornista, hudební skladatel a pedagog.

## Život
Frédéric Nicolas Duvernoy byl v hudbě samouk. Do Paříže přijel v roce 1788 a stal se hornistou v orchestru italské komedie. V roce 1790 se stal členem orchestru Národní gard a v roce 1797 prvním hornistou orchestru Pařížské opery. V roce 1801 byl zproštěn povinností v orchestru, aby se mohl věnovat sólové dráze a skladatelské činnosti. Stal se také členem soukromé kapely Napoleona Bonaparte "Chapelle de l'Empereur".
Jako sólista na lesní roh si získal vynikající pověst po celé Evropě. V roce 1795 se stal profesorem na pařížské konzervatoři. Vychoval řadu vynikajících sólistů, jako např. belgického skladatele Martina-Josepha Mengala a vytvořil vlastní metodu výuky hry na lesní roh, která je dodnes používána.
Jako skladatel byl především autorem skladeb pro svůj nástroj. Komponoval koncerty pro lesní roh a orchestr, etudy, koncertantní symfonie a komorní skladby.

## Dílo
Hudební díla
- 12 koncertů pro lesní roh a orchestr
- 3 tria pro lesní roh, housle a klavír
- 3 nokturna pro lesní roh a klavír
- 2 noturn pro lesní roh a harfu
- 3 kvintety pro lesní roh, dvoje housle, violu a kontrabas
- Pas de manœuvre pro dechový orchestr
- Marche du sacre de Napoléon 1er
- Intermezzo pro flétnu
- Sonáta pro lesní roh a violoncello
- Etudes faciles pro klavír a orchestr
- Symphonie concertante pro lesní roh, harfu a orchestr
- 20 duet pro dva lesní rohy
- 4 tria pro lesní rohy
- Concertino pro flétnu a klavír
- 12 fantasií pro lesní roh a klavír nebo varhany
- 4 divertimenta pro lesní roh a klavír
- Fantazie pro klavír a lesní roh nebo violu na počest Jeana-Jacquea Rousseaua
- 3 serenády pro klavír a lesní roh
- Duo pro lesní roh a klavír

Pedagogická díla
- Méthode pour le cor (1802)
- Leçons manuscrites de solfège, volume 1
- Leçons manuscrites de solfège, volume 2